# صد طوي أعتير
صد طوي أعتير (الاسم العلمي: Garra dunsirei)، نوع من أسماك شعاعيات الزعانف وفصيلة الشبوطيات. يفتقر سمك الكهف هذا إلى التصبغ ويوجد فقط في أحواض السباحة بالقرب من نيابة طوي أعتير في ظفار، سلطنة عمان. وهو مختلف عن الصد العماني، حيث أن صد طوي أعتير لديه عيون طبيعية.